# ميديا فاير
ميديا فاير (بالإنجليزية: MediaFire)‏ هي خدمة تحميل الملفات والتخزين السحابي ومقرها في شيناندواه، تكساس، الولايات المتحدة. تأسست الشركة في يونيو 2006 من قبل ديريك لاباين وتوم لانغردج، وتوفر الشركة خدماتها للعميل لأنظمة مايكروسوفت ويندوز، ماك أو إس، لينكس، أندرويد، آي أو إس وبلاك بيري 10 ومتصفحات الويب. لدى ميديا فاير 43 مليون مستخدم مسجل، وجذبت 1.3 مليار زائر في عام 2012.

## التخزين
اعتبارًا من يوليو 2012، تتضمن خدمات ميديا فاير السحابية ما يصل إلى 50 غيغابايت من السعة التخزينية (تبدأ من 10 غيغابايت ثم تزداد بما يصل إلى 40 غيغابايت عند القيام بأنشطة مختلفة مثل جذب الناس من الهاتف المحمول أو سطح المكتب، أو عند المشاركة على فيسبوك وتويتر).
في أبريل 2014، خفضت ميديا فاير أسعار خدماتها على خطى قوقل درايف من خلال زيادة خطة التخزين الاحترافية من 100 جيجابايت إلى 1 تيرابايت وخفض سعرها الشهري إلى 2.50 دولارًا أمريكيًا في الشهر، مقابل 10 دولارات شهرية من قوقل درايف.
يتم مشاركة الملفات المخزنة في حساب الأعمال عبر جميع الحسابات المتصلة مما يسمح بدفع الفاتورة من شخص واحد وإدارة عدة مستخدمين في شركة واحدة.
يوجد لدى ميديا فاير عدة خطط تخزينية تناسب جميع العملاء فتوجد الفردية والتجارية والاحترافية.

## المنصات

### الهاتف المحمول
أطلقت ميديا فاير خدماتها في الأصل لعملاء أندرويد (يناير 2013) وآي أو إس (يوليو 2012) استنادًا على أبسيليريتور (Appcelerator)، وتم إضافة إصدارات أصلية في عام 2014. توفر تطبيقات الأجهزة المحمولة استيراد الصور ومقاطع الفيديو الملتقطة على الجهاز والوصول عن بُعد إلى محتويات حساب ميديا فاير الخاص بك.

### الحاسوب
يتوفر ميديا فاير لعملاء سطح المكتب، الذي تم إطلاقه في الأصل في نوفمبر 2013، لنظامي التشغيل ماك أو إس ومايكروسوفت ويندوز ويوفر النظامين خدمة مزامنة الملفات والمجلدات مع أي حساب ميديا فاير. يتوفر برنامج سطح المكتب الخاص ميديا فاير للأجهزة التالية: أجهزة الكمبيوتر التي تعمل بنظام التشغيل ويندوز إكس بي، ويندوز فيستا، ويندوز 7، ويندوز 8 وماك أو إس إكس لايون أو أعلى وتتطلب 1 جيجابايت على الأقل من الذاكرة العشوائية و 600 ميجابايت من المساحة. كما أعلن ميديا فاير في 19 مايو، سيتوقف برنامج مزامنة ميديا فاير لسطح المكتب (MediaFire desktop sync) عن العمل في 30 يوليو 2016. بعد هذا التاريخ، يمكن استخدام إصدار الويب فقط على أجهزة كمبيوتر سطح المكتب.

## نشر الملفات
يتم مشاركة الملفات العامة والخاصة من خلال ميديا فاير. مشاركة الملفات الخاصة هي عبارة عن مشاركة مستخدم مع مستخدم آخر أو مجموعة من المستخدمين ويتم ذلك من خلال جهات الاتصال أو البريد الإلكتروني. صاحب الحساب قادر على التحكم في أذونات القراءة أو الكتابة والتعديل على حسب كل مستخدم. المشاركة العامة هي عن طريق حصول المستخدم على رابط عام، والذي يسمح لأي شخص لديه الرابط بتنزيل الملف. الروابط العامة دائما للقراءة فقط. يدعم ميديا فاير أيضًا المشاركة مع روابط لمرة واحدة، وهي صالحة للاستخدام مرة واحدة فقط.
في عام 2013، أضافت ميديا فاير دعمًا لعرض الصوت والفيديو من خلال عارض الملفات عبر الإنترنت.
يدعم ميديا فاير مجموعة متنوعة من صيغ الملفات من خلال عارض ملفات الويب:
- ملفات الصور (جي بيه إيه جي، جي آي إف، تيف، بي إم بي)
- ملفات الفيديو (إم أو في، إم بي إي جي - 4، ويب إم، إيه في آي، MPEGPS، واي إم في، إف إل في، ثري جي بي، أوغ، في أو بي)
- ملفات نصية (تي إكس تي)
- الترميز/الكود (إف سي أس أس، إتش تي إم إل، بي إتش بي، سي، سي بلس بلس، إتش، إتش بي بي، جي إس، جافا، بي إل)
- مايكروسوفت وورد (دي أو سي، دي أو سي إكس)
- مايكروسوفت إكسيل (إكس إل أس، إكس إل أس إكس)
- مايكروسوفت باوربوينت (بي بي تي، بي بي تي إكس)
- تنسيق المستندات المحمولة من أدوبي (بي دي إف)

## آراء
صنفت مجلة بي سي موقع ميديا فاير كواحد من «أفضل 100 موقع غير مكتشف» في عام 2007 و «أفضل موقع ويب لعام 2008». كما أشيد به من قبل سي نت، ولايف هاكر. أشاد موقع لايف هاكر بالموقع ليس فقط لفائدة الخدمة ولكن أيضًا لتوفر سعة تخزين غير محدودة للمستخدمين، (كان ذلك في عام 2006).
في عام 2014، احتلت ميديا فاير المرتبة العاشرة في «التطبيقات السحابية الأسرع نموًا لعام 2014» من قِبل سكاي هاي نتووركس.

## انطر أيضًا
- جوجل درايف
- دروبوكس
- آي كلاود

## وصلات خارجية
- الموقع الرسمي